# Saffet Akbaş
Saffet Akbaş (ur. 8 września 1968 w Stambule) – turecki piłkarz grający na pozycji środkowego obrońcy. W swojej karierze rozegrał 6 meczów w reprezentacji Turcji.

## Kariera klubowa
Karierę piłkarską Akbaş rozpoczął w klubie Gaziosmanpaşaspor. W 1989 roku awansował do kadry pierwszej drużyny i w sezonie 1989/1990 zadebiutował w niej w tureckiej 2. Lig. W Gaziosmanpaşasporze grał do końca sezonu 1992/1993. W 1993 roku odszedł do Karşıyaki SK z Izmiru. W 1994 roku spadł z nim z Süper Lig do 1. Lig, a następnie doszedł do Vansporu, gdzie występował w sezonie 1994/1995.
W 1995 roku Akbaş został piłkarzem Fenerbahçe SK. W 1996 roku wywalczył z Fenerbahçe swój jedyny w karierze tytuł mistrza Turcji. Z klubem tym był także wicemistrzem Turcji w 1998 roku. Wiosną 1999 był wypożyczony do MKE Ankaragücü, a w Fenerbahçe grał do końca sezonu 1999/2000.
W 2000 roku Akbaş przeszedł do grającego w 1. Lig, Diyarbakırsporu. Następnie w 2001 roku został zawodnikiem İstanbulsporu. Grał w nim do końca swojej kariery, czyli do 2005 roku.
| Sezon   | Klub              | Kraj   | Rozgrywki | Mecze | Bramki |
| ------- | ----------------- | ------ | --------- | ----- | ------ |
| 1989/90 | Gaziosmanpaşaspor | Turcja | 2. Lig    | ?     | ?      |
| 1990/91 | Gaziosmanpaşaspor | Turcja | 2. Lig    | 23    | 0      |
| 1991/92 | Gaziosmanpaşaspor | Turcja | 2. Lig    | 23    | 0      |
| 1992/93 | Gaziosmanpaşaspor | Turcja | 2. Lig    | ?     | ?      |
| 1993/94 | Karşıyaka SK      | Turcja | Süper Lig | 24    | 1      |
| 1994/95 | Vanspor           | Turcja | Süper Lig | 26    | 0      |
| 1995/96 | Fenerbahçe SK     | Turcja | Süper Lig | 11    | 0      |
| 1996/97 | Fenerbahçe SK     | Turcja | Süper Lig | 29    | 0      |
| 1997/98 | Fenerbahçe SK     | Turcja | Süper Lig | 14    | 0      |
| 1998/99 | Fenerbahçe SK     | Turcja | Süper Lig | 7     | 0      |
| 1998/99 | MKE Ankaragücü    | Turcja | Süper Lig | 10    | 0      |
| 1999/00 | Fenerbahçe SK     | Turcja | Süper Lig | 10    | 0      |
| 2000/01 | Diyarbakırspor    | Turcja | 1. Lig    | 25    | 1      |
| 2001/02 | İstanbulspor AŞ   | Turcja | Süper Lig | 31    | 0      |
| 2002/03 | İstanbulspor AŞ   | Turcja | Süper Lig | 26    | 0      |
| 2003/04 | İstanbulspor AŞ   | Turcja | Süper Lig | 26    | 0      |
| 2004/05 | İstanbulspor AŞ   | Turcja | Süper Lig | 23    | 1      |

## Kariera reprezentacyjna
W reprezentacji Turcji Akbaş zadebiutował 14 grudnia 1996 roku w zremisowanym 0:0 meczu eliminacji do MŚ 1998 z Walią. W swojej karierze grał w też w eliminacjach do Euro 2000. Od 1996 do 1999 roku rozegrał w kadrze narodowej 6 meczów.